# 前田夕暮

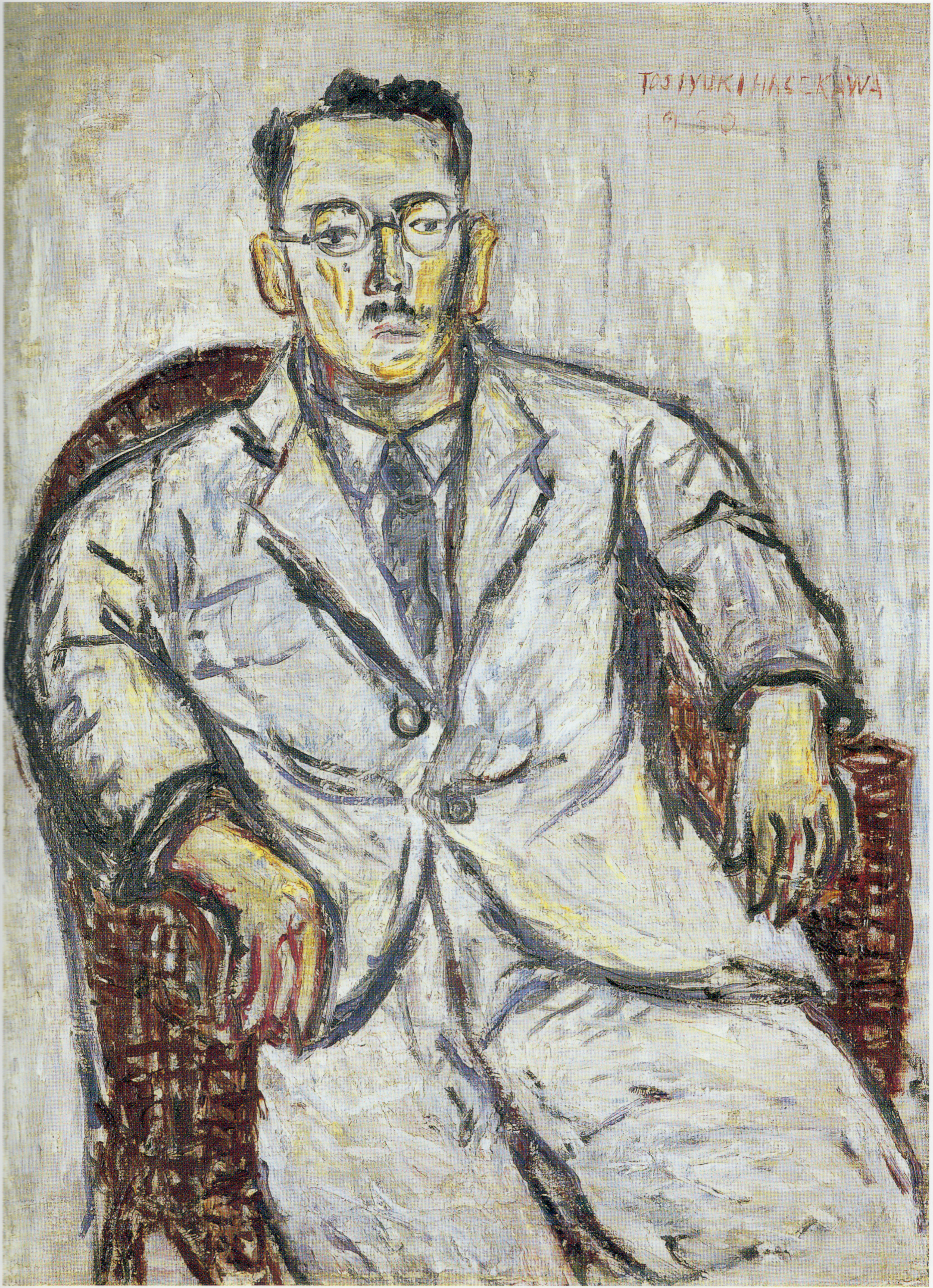
長谷川利行画・前田夕暮賞像。1930年（昭和5年）

前田 夕暮（まえだ ゆうぐれ、1883年（明治16年）7月27日 - 1951年（昭和26年）4月20日）は、神奈川県出身の歌人。本名は前田洋造（洋三とも）。長男の前田透も歌人であり、歌誌「詩歌」を引き継いだ。
尾上柴舟に師事。歌集『収穫』(1910年)で自然主義歌人として牧水と並称された。その後北原白秋らと「日光」を創刊。『水源地帯』(1932年)では、自由律短歌に傾くなど、生涯新境地を求めた。

## 人物
現・神奈川県秦野市にあたる大住郡南矢名村の豪農の家に生まれ、代々庄屋や戸長を務める家柄で、「油屋」の屋号で食用油や醤油の販売もしていた。父の前田久治は県会議員や大根村の村長を務めた厳格な人物で、母のイセは控えめな性格、夕暮を長男として三男四女の家族であった。元々は資産家の家柄だが、父の久治は夕暮が生まれる直前に自由党に入党し自由民権運動に傾倒するなどしており、資金カンパや活動費などの多額の支出をするなど、夕暮の祖父にあたる前田代次郎との折り合いが悪くなり、代次郎が前田家の資産の3分の2を持って秦野の片町に隠居してしまったことから生活は苦しいものだった。
若山牧水とともに自然主義文学を代表する歌人であり、「夕暮・牧水時代」といわれる時代を築いた。その後、ゴッホやゴーギャンなど印象派画家の影響を受けた外光派風の作風を経て、昭和初期には口語自由律短歌を牽引し、後の口語短歌の基礎を固めた。
主宰歌誌「詩歌」（白日社）は短歌に限らず幅広いジャンルの作品を載せ、三木露風、山村暮鳥、斎藤茂吉、室生犀星、萩原朔太郎、高村光太郎などが活躍した。朔太郎の『月に吠える』出版にあたっては夕暮が実質的な編集・発行を行うとともに、印刷は「詩歌」の印刷所、装丁は「詩歌」の表紙絵を制作していた恩地孝四郎が行うなど、全面的に協力した。
門下には宮崎信義、矢代東村（都会詩人）、香川進、米田雄郎、中野嘉一、三宅千代、松村又一などがいる。
関東木材合名会社を経営する実業家としては、奥秩父小森川水源地帯の山林開発に関わった。埼玉県秩父市には夕暮の名に因んだ「入川渓谷夕暮キャンプ場」がある。

## 年譜
- 1898年、中郡共立学校（現・神奈川県立平塚農業高校・秦野高等学校）に入学。
- 1899年、家族に無断で上京したことを厳格な父親に咎められ、自殺を図る。同年秋、中学を退学し、近畿地方へ放浪の旅に出る。
- 前田夕暮歌碑（文学の小径・山梨県山中湖村）

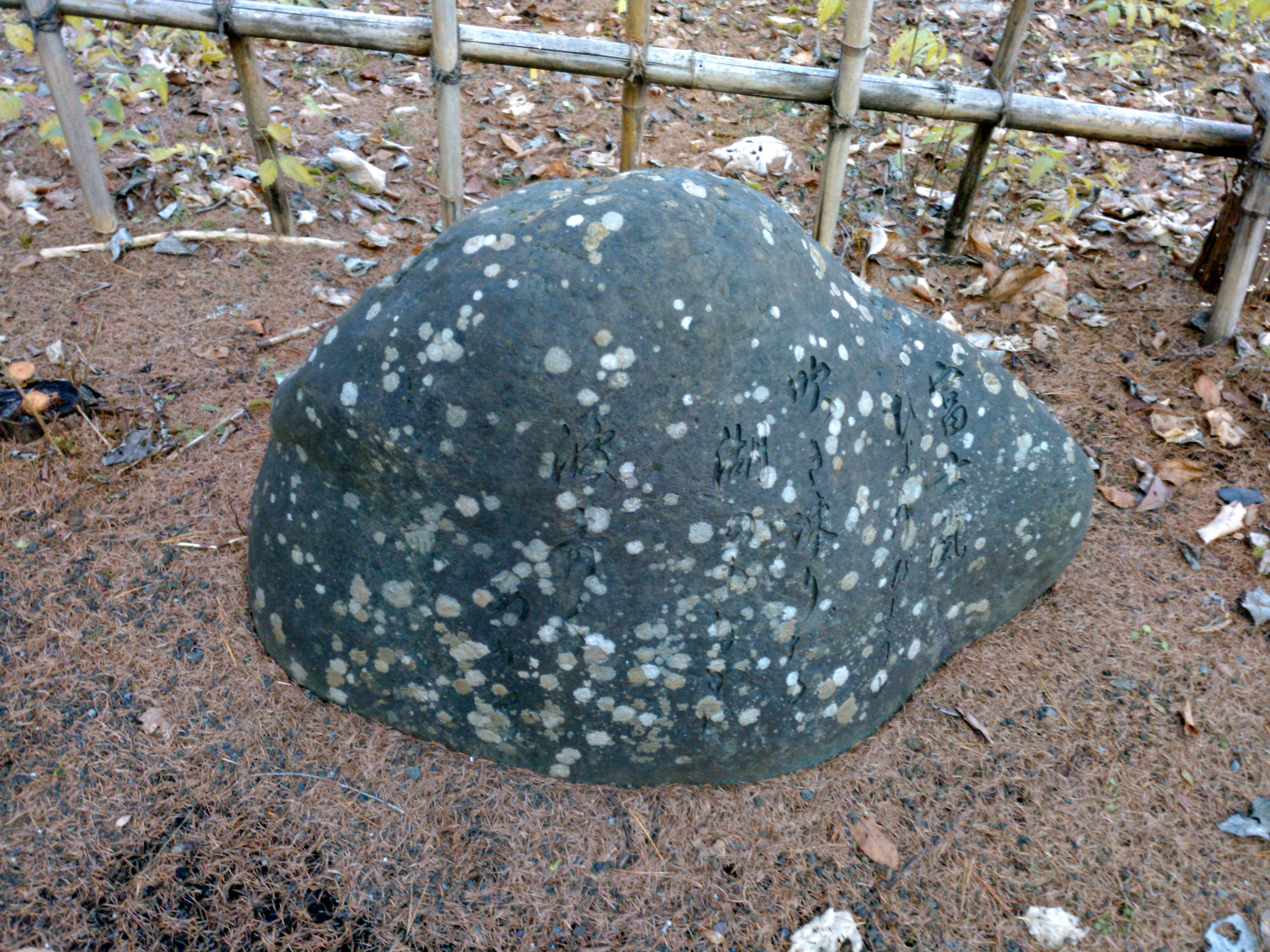
前田夕暮歌碑（文学の小径・山梨県山中湖村）
『富士颪 ひょうびょうと 吹き凍りたる 湖のもなかに 波青くあがる』

『富士颪 ひょうびょうと 吹き凍りたる 湖のもなかに 波青くあがる』1902年、東北地方を徒歩で旅行。この頃より『夕暮』の号を名乗り、文学に目覚め投稿を開始する。
- 1904年、上京し尾上柴舟に師事。同時期に若山牧水も入門し、以後、交友が続いた。この頃、漢学私塾二松學舍（現・二松學舍大学）に学ぶ。
- 1906年、白日社を創立。同年、洗礼を受けクリスチャンとなる。
- 1907年、雑誌『向日葵』を発刊するが資金難より2号で廃刊する。
- 1909年、文光堂へ就職し『秀才文壇』の編集者となる。その頃、竹久夢二と知り合う。
- 1910年、若山牧水の歌誌『創作』の創刊に編集同人として参加。また、同年に栢野繁子と結婚。
- 1911年、雑誌『詩歌』を白日社より創刊[8]。
- 1916年、第4歌集『深林』を刊行した際に、島木赤彦が『アララギ』にて夕暮を批判、赤彦と激しく対立した。
- 1918年、『詩歌』休刊。
- 1919年、前々年に死去した父親の経営していた関東木材合名会社と山林事業を引き継ぐ。
- 1921年、牧水と互いの歌選集を出す。
- 1923年、東海道線小田原付近で北原白秋と再会し、そのまま2人で三浦半島へ吟行の旅に出る。以後、白秋との交友が続いた。
- 1924年、白秋、古泉千樫、土岐善麿、釈迢空らとともに反アララギの大同団結誌『日光』創刊に参加。
- 1928年、『詩歌』復刊、口語自由律短歌を提唱。のちに『新短歌』を創刊する宮崎信義が参加。
- 1942年、定型歌に復帰。太平洋戦争中は日本文学報国会短歌部会の幹事長を務めるなど、戦争協力的な活動があった。
- 1945年の終戦後、経営する関東木材は秩父兵器木材株式会社に吸収され、秩父兵器の株券を得る。太平洋戦争終結と共に秩父兵器の株は無価値となり、奥秩父の資産を失う。
- 1948年、亡き友人・白秋を偲び『白秋追憶』を刊行。この頃より斎藤茂吉との交友が始まる。
- 1949年、持病の糖尿病が悪化。
- 1951年、年初より重篤となる。4月20日11:30、結核性脳膜炎のため東京都杉並区荻窪の自宅で死去[9]。享年69歳。多磨霊園に葬られる。法号は青天院靜観夕暮居士[10]。

## 記念碑
- 前田夕暮誕生の地碑-神奈川県秦野市南矢名2134にひっそりと建てられている[11]。その他にも前田の歌碑・記念碑は「桜土手古墳公園」など、市内に11基建立されている[12]。

## 代表歌
- 木に花咲き君わが妻とならむ日の四月なかなか遠くもあるかな（『収穫』）
- 向日葵は金の油を身にあびてゆらりと高し日のちひささよ（『生くる日に』）

印象派絵画の影響を受けて詠まれた、小中学校の教科書に採用されることも多い作品。
- 自然がずんずん体のなかを通過するーー山、山、山（『水源地帯』）

初めて飛行機に乗った時の感慨を詠んだ歌。口語自由律期を代表する作品。

## 著書
- 収穫（易風社、1910年） - のちに短歌新聞社文庫より出版
- 疲れ（白日社、1910年）
- 陰影（白日社、1912年）
- 生くる日に（白日社、1914年） - のちに短歌新聞社文庫より出版
- 歌話と評釈（白日社、1914年）
- 黒曜集（植竹書院 現代和歌選集叢書、1915年）
- 深林（白日社、1916年）
- 短歌雑話（白日社出版部 短歌講話叢書、1916年）
- 原生林 自選歌集（改造社、1925年）
- 短歌作法（松陽堂、1925年）
- 緑草心理（アルス、1925年）
- 烟れる田園 詩文集（アルス、1926年）
- 虹 歌集（紅玉堂書店 新歌集叢書、1928年）
- 雪と野菜 散文集（白日社 詩歌叢書、1929年）
- 朝、青く描く 散文集（白日社 詩歌叢書、1931年）
- 水源地帯 歌集（白日社 詩歌叢書、1932年）
- 顕花植物 第五散文集（人文書院、1936年）
- 青樫は歌ふ（白日社 青樫叢書、1940年）
- 素描 自叙伝体短歌選釈（八雲書林、1940年） - のちに日本図書センターより出版
- 青天祭（明治美術研究所、1943年）
- 富士を歌ふ（明治美術研究所、1943年）
- 烈風 歌集（鬼沢書房、1943年）
- 耕土 歌集（新紀元社、1946年）
- 新頌・富士（富岳本社、1946年）
- 白秋追憶（健文社、1948年） - のちに日本図書センターより出版
- 草木祭（ジープ社、1951年）
- 夕暮遺歌集（長谷川書房 現代短歌叢書、1951年）
- 前田夕暮全歌集（至文堂、1970年） - 斎藤光陽編
- 前田夕暮全集（角川書店、1972年 ‐ 1973年、全5巻）
- 詩集 若き陸地(東京四季出版、2004年)　-　前田透との共著